# Randia ciliolata
Randia ciliolata är en måreväxtart som beskrevs av Charles Wright. Randia ciliolata ingår i släktet Randia och familjen måreväxter. Inga underarter finns listade i Catalogue of Life.